# Keith Kirkwood
Keith Elliott Kirkwood (* 26. Dezember 1994 in Neptune Township, New Jersey) ist ein US-amerikanischer American-Football-Spieler in der National Football League (NFL). Er spielt zurzeit für die Baltimore Ravens als Wide Receiver. Davor stand er bei den Carolina Panthers und den New Orleans Saints unter Vertrag.

## College
Kirkwood, der auf der Highschool auch Basketball spielte, besuchte zunächst die University of Hawaiʻi at Mānoa und spielte für deren Mannschaft, die Rainbow Warriors, eine Saison lang College Football, wobei ihm 4 Touchdowns gelangen. Danach wechselte er zur Temple University, für deren Team, die Owls, er zwischen 2014 und 2017 1.638 Yards erlaufen und 12 Touchdowns erzielen konnte,

## NFL

### New Orleans Saints
Kirkwood fand beim NFL Draft 2018 keine Berücksichtigung, wurde aber danach von den New Orleans Saints als Free Agent verpflichtet und erhielt einen Dreijahresvertrag in der Höhe von 1,72 Millionen US-Dollar. Er machte die gesamte Vorbereitung mit, schaffte es zwar nicht in die reguläre Mannschaft, kam aber im Practice Squad unter.
Nachdem sich in der ersten Saisonhälfte mehrere Receiver, wie etwa Ted Ginn Jr. und Cameron Meredith, verletzt hatten und auch die Neuerwerbung Dez Bryant, ohne ein einziges Spiel bestritten zu haben, auf die Injured Reserve List gesetzt werden musste, wurde Kirkwood am 10. November 2018 aktiviert und in den Kader aufgenommen. So bestritt er in seiner Rookie-Saison 8 Partien, einmal war er sogar als Starter aufgeboten und konnte zwei Touchdowns erzielen.
Beim Aufwärmtraining vor dem zweiten Saisonspiel zog Kirkwood sich eine Verletzung zu, womit die Spielzeit 2019 für ihn bereits wieder zu Ende war.

### Carolina Panthers
Im März 2020 unterschrieb er bei den Carolina Panthers einen Einjahresvertrag. Wegen einer Schlüsselbeinverletzung kam Kirkwood 2020 nur zu einem Einsatz und fing dabei einen Pass für 13 Yards. Im Februar 2021 unterschrieb er für ein weiteres Jahr in Carolina. Am 31. August 2021 wurde Kirkwood im Rahmen der Kaderverkleinerung auf 53 Spieler entlassen und tags darauf für den Practice Squad verpflichtet. Er kam in drei Spielen zum Einsatz und fing drei Pässe. Am 6. Juni 2022 nahmen die Panthers Kirkwood für die Saison 2022 erneut unter Vertrag, entließen ihn aber am 30. August 2022 im Rahmen der Kaderverkleinerung auf 53 Spieler wieder.

### New Orleans Saints
Am 28. September 2022 verpflichteten die New Orleans Saints Kirkwood erneut für ihren Practice Squad. Am 15. Oktober nahmen sie ihn in den aktiven Kader auf. Er stand 2022 in fünf Spielen für die Saints auf dem Feld, dabei spielte er nur eine marginale Rolle als Ergänzungsspieler. Für die Saison 2023 unterschrieb Kirkwood erneut in New Orleans und kam in 13 Spielen in einer vergleichbaren Funktion wie in der Vorsaison zum Einsatz, dabei fing er fünf Pässe für 37 Yards und einen Touchdown.

### Baltimore Ravens
Im Juni 2024 nahmen die Baltimore Ravens Kirkwood nach einem Probetraining unter Vertrag.